# Kurt Kühns

Kurt Kühns um 1910

Kurt Eberhard Kühns (* 9. Juli 1868 in Berlin; † 18. November 1942 ebenda) war ein deutscher Schriftsteller.

## Leben
Nach dem Besuch der landwirtschaftlichen Hochschulen in Hohenheim und Berlin betätigte er sich zunächst als Angestellter einer landwirtschaftlichen Versicherung. Danach lebte er als Schriftsteller in Berlin-Friedenau und verfasste zahlreiche Romane und Essays. Außerdem wirkte er als Herausgeber des Roland. Zeitschrift für Heimatkunde (1902–1905) und der Illustrierten Reisebücher (1905–1907). Seine Grabstätte befindet sich auf dem Südwestkirchhof Stahnsdorf.

## Schriften
- Ein Reisender. Ein Berliner Roman, Berlin 1891.
- Die Kinder des Pfarrhauses, Berlin 1893.
- Harte Köpfe, Berlin 1895. Digitalisiert von der Zentral- und Landesbibliothek Berlin, 2020. URN urn:nbn:de:kobv:109-1-15418201
- Ebbe und Fluth. Dichtung aus den Jahren 1806 -13, Dresden 1896.
- Glück, Jena 1898.
- Der Roland von Berlin. Festschrift zur Einweihung des Rolandbrunnens am 25. August 1902, Berlin 1902.
- Unter dem Ordenskreuz. In: Der Roland. Zeitschrift für brandenburgisch-preußische und niederdeutsche Heimatkunde, 1. Jahrgang, Oktober 1902-1903, Seite 6 ff.
- Schlesien, 2Bde. Berlin 1906.
- Im Strome des Lebens. In: Interessante Bibliothek (Sammlung spann. Romane u. Novellen f. Reise u. Haus) Nr. 64, Leipzig 1911.
- Unter Napolons Joch. Erinnerungen eines sächsischen Ordonanzoffiziers. In: Universal-Bibliothek Nr. 5673-5675, Leipzig 1914.
- Marienburg. In: Grüne Volksbücher Nr. 1, Berlin 1920.
- Verdecktes Spiel, Reutlingen 1930.
- Die gnädige Frau auf Hohen-Selchow. In: Deutsche Welt. Aus volksdeutschem Kultur- und Geistesleben. Monatshefte des Vereins für das Deutschtum im Ausland, 8 (1931), Heft 6, Seite 505–515.
- Man reißt sich um Volkmar, Werdau 1936.
- Der Ritt auf Fehrbellin. Erzählung aus der Zeit des Grossen Kurfürsten, Reutlingen 1939.
- Anno Siebzig. Ein Berliner Roman, Potsdam 1940.
- Aufbruch ins Morgenrot. Ein Roman aus bewegter Zeit, Potsdam 1941.
- Stärker als die Flut, Potsdam 1941.